# Mohamed Bahnini
Pour les articles homonymes, voir Bahnini.
M'hamed Bahnini, (1914 Fès - 19 septembre 1989 Paris), est un homme politique marocain,.

## Fonctions
- A travaillé comme fonctionnaire au Palais Royal et a été juge à la Cour suprême.
- Enseigne la langue et la littérature arabe au Collège royal. Également professeur particulier des princes et princesses Moulay Hassan (Hassan II), Lalla Aïcha, Lalla Malika et Moulay Abdallah[3].
- Directeur du Cabinet Royal (1950)
- Magistrat auprès du tribunal de Meknès de 1951 à 1952.
- Secrétaire général du gouvernement (1955)
- Ministre de la Justice lors du Gouvernement Ibrahim du 24 décembre 1958 au 31 août 1960[4].
- Ministre de la Défense nationale et secrétaire général du gouvernement du 20 octobre 1970 au 4 août 1971[5].
- Ministre de la Justice et secrétaire général du gouvernement lors du Gouvernement Lamrani I du 4 août 1971 au 5 avril 1972.
- Vice-Premier ministre, ministre de la Justice et secrétaire général du gouvernement du 12 avril 1972 au 20 novembre 1972 dans le Gouvernement Lamrani II.
- Ministre d'État du 20 novembre 1972 au 25 avril 1974 sous le Gouvernement Osman.I.
- Ministre d'État chargé des Affaires culturelles du 25 avril 1974 au 5 novembre 1981 dans les Gouvernement Osman II et Gouvernement Bouabid I.
- Ministre chargé de la surveillance de l'éducation des Princes et Princesses le 7 janvier 1980[6].
- Ministre d'État du 5 novembre 1981 au 19 septembre 1989.

## Distinctions
M'hamed Bahnini est  membre de l'Académie du royaume du Maroc,.

## Décès
Il est décédé le mardi (17 Safar 1410 AH) 19 septembre 1989, à l'hôpital de la Salpêtrière à Paris, à l'âge de 75 ans, des suites d'une longue maladie. Il a été inhumé dans une zaouïa dans l'ancienne Médina de Rabat après la prière de l'asr.